# 新見政一
新見政一（1887年2月4日—1993年4月2日），第二次世界大戰大日本帝國海军中將。生于广岛县广岛市安佐北区。

## 经历
年少时入广岛县立忠海中学校海軍兵學校第36期。入学时200名中第35名、毕业時191名中第14名。后入海军炮术学校高等科。研究国际法，是知英派。任駐英武官補佐官时，研究第一次世界大战，回国后写了『海軍中央軍令機関整備意見書』和『关于持久战意见书』。提出舰队决战等与大本營战略一致的意见。
在海军大学校任战史教官5年，后任海军省教育局长时，设海军防卫学校，日德反共產國際協定签定后，参加乔治六世戴冠記念观艦式。二战时参加过日軍入侵法屬印度支那和香港攻防戰。战后任海上自衛隊幹部学校特別講師，水交会的海军反省会最高顾问。